# RalliSport Challenge
RalliSport Challenge es un videojuego de carreras de rally de 2002 desarrollado por Digital Illusions CE y publicado por Microsoft Game Studios para Microsoft Windows y Xbox. Una secuela, RalliSport Challenge 2, fue lanzada en 2004 para la Xbox.

## Jugabilidad
Los cuatro tipos de carreras que se incluyen en el juego son Rally, Hillclimb, Ice Racing y Rallycross. Permite una carrera con hasta 29 autos incluyendo el Mitsubishi Lancer Evo 6 y el Suzuki Grand Vitara.
Para Rally, los pilotos simplemente corren de los puntos A a B. En el modo de carrera, los pilotos corren uno por uno, mientras que en la carrera individual, los pilotos corren con la computadora. Eso se aplica al resto de carreras a excepción de Ice Racing y Rallycross.
En Hillclimb, los conductores subirán o bajarán a toda velocidad por una montaña peligrosa con acantilados y rocas a lo largo de la pista. Un error puede enviar a los conductores por un precipicio o contra rocas, dañando así el automóvil y degradando el rendimiento.
Para Ice Racing, los pilotos corren en una pista con una capa de hielo resbaladiza durante un cierto número de vueltas. Las áreas de escape a veces son nieve que puede costar lugares o tiempo vitales.
En Rallycross, los pilotos correrán en una pista determinada, al mismo tiempo que todas las demás, con varios tipos de caminos, como grava y asfalto, durante un cierto número de vueltas.
Los conductores comenzarán con ocho autos, sin importar si se usa el nivel inicial de Principiante o Normal. Requerirán hacer una carrera para desbloquear los 21 autos restantes. En el modo Principiante, los conductores pueden reiniciar una carrera en cualquier punto de un rally que deseen. Sin embargo, en Normal, para reiniciar, los pilotos deben correr todo el rally pase lo que pase.
Fuera del modo carrera, uno puede participar en ataques de tiempo. Al participar en estas, se carga, guarda o reproduce un fantasma de la mejor vuelta del piloto cada vez que se emprende esa carrera. También hay un modo multijugador de pantalla dividida en el que los jugadores compiten cara a cara en cualquier modo de carrera en el que se encuentren.

## Recepción
El juego recibió "críticas generalmente favorables" en ambas plataformas según el sitio web agregador de reseñas Metacritic. GameSpot nombró a RalliSport Challenge como el segundo mejor videojuego de marzo de 2002.
RalliSport Challenge fue nominado para el premio "2002 Best Racing Game" de PC Gamer US, que finalmente fue para NASCAR Racing 2002 Season. Ganó el premio anual de GameSpot al "Mejor juego de conducción en Xbox" y quedó en segundo lugar en "Mejor juego de conducción en PC", "Mejores gráficos (técnicos) en Xbox" y " Categorías Juego del año en Xbox".